# إيلي باشلي
إيلي باشلي (من مواليد 10 ديسمبر 1988) هي رياضية أسترالية. شاركت في سباق 10000 متر سيدات في بطولة العالم لألعاب القوى 2019. في يونيو 2021، اختيرت باشلي كجزء من فريق الماراثون الأسترالي لأولمبياد طوكيو. واحتلت المركز الثالث والعشرين. كان وقتها البالغ 2:33.39 يزيد قليلاً عن 6 دقائق عن الفائزة، بيريز جيبشيرشير. وفي مارس 2018، مثلت أستراليا في بطولة العالم لنصف الماراثون وحصلت على المركز 24 بزمن قدره 71:43. وفي سبتمبر من نفس العام، شاركت في سباق الماراثون بزمن قدره 2:31.52. ثم جاء باشلي في المركز الثالث في زاتوبك بزمن قدره 32:17.81. (سُمي على اسم العداء التشيكي العظيم إميل زاتوبك وقد أقيم لأول مرة في عام 1961. وهو أحد أرقى سباقات المضمار على الأراضي الأسترالية).

## روابط خارجية
- إيلي باشلي على موقع الاتحاد الدولي لألعاب القوى (الإنجليزية)
- إيلي باشلي على موقع النتائج التاريخية لألعاب القوى الأسترالية (الإنجليزية)
- إيلي باشلي على موقع أوليمبيديا (الإنجليزية)